# 交響組曲「ドラゴンクエストIV」導かれし者たち (ファミリーコンピュータ)
『交響組曲「ドラゴンクエストIV」導かれし者たち』（こうきょうくみきょく ドラゴンクエストフォー みちびかれしものたち）は、日本の作曲家であるすぎやまこういちによるファミリーコンピュータ用ロールプレイングゲーム『ドラゴンクエストIV 導かれし者たち』（1990年）のサウンドトラック。英題は『SYMPHONIC SUITE DRAGON QUEST IV』（シンフォニック・スイート・ドラゴンクエストフォー）。
1990年3月13日にアポロン音楽工業からリリースされ、作曲と指揮はすぎやま、演奏はNHK交響楽団、コンサートマスターは徳永二男がそれぞれ務めた。

## 構成
エニックス（現・スクウェア・エニックス）よりリリースされているコンピュータRPG『ドラゴンクエストシリーズ』の第4作『ドラゴンクエストIV 導かれし者たち』（1990年）のサウンドトラックとして発表され、NHK交響楽団の演奏による『オーケストラ・ヴァージョン』、ファミリーコンピュータの音源からなる『オリジナル・ヴァージョン』の2部構成となっている。

## ディスクジャケット
ディスクジャケットは、『ドラゴンクエストIV 導かれし者たち』のパッケージイラストをアレンジしたものになっている。

## テレビ番組での披露
2015年11月3日の『歌謡チャリティーコンサート』（NHK総合）にて、群馬県前橋市にある群馬県民会館で行われたチャリティーコンサートの模様が放送され、群馬交響楽団による演奏の『交響組曲「ドラゴンクエストIV」導かれし者たち 序曲』が披露された。

## リリース
1990年3月13日にアポロン音楽工業のALTYレーベルからLPレコード（2枚組）、アポロン音楽工業のcompusicレーベルからCT（2本組）とCD（2枚組）の3形態でリリースされた。初回予約特典として、ドラクエBOXと称した特殊ケース仕様に『ドラゴンクエストIV 導かれし者たち』の大型ロゴステッカー、封入特典は収録曲の譜面とロゴステッカーがそれぞれ同梱されている。

## チャート成績、受賞経歴
本作は、オリコンのアルバムチャート（1990年3月26日付）において最高第1位を獲得し、登場週数14回、売り上げ枚数は26.1万枚となった。同チャートにおいて、ゲーム関連のアルバムが1位になるのは史上初であり、21年後の2011年に『ネバー・モア -「ペルソナ4」輪廻転生-』が達成するまで唯一の記録であった。また、1990年3月期の日本レコード協会のアルバムランキングで3位を獲得した。
1991年の『第5回日本ゴールドディスク大賞』において「アルバム賞 企画部門」を受賞した。

## 批評
| 専門評論家によるレビュー | 専門評論家によるレビュー |
| レビュー・スコア         | レビュー・スコア         |
| 出典                     | 評価                     |
| ------------------------ | ------------------------ |
| CDジャーナル             | 肯定的                   |

CDジャーナルは、「シリーズ4作目ともなれば、新曲も新曲と聴こえない」と若干のマンネリ感があることを指摘しつつも「それも完成度の高さゆえ」と全体を通して肯定的な評価を下している。

## 収録曲
| 全作曲: すぎやまこういち。 | |       |                  |       |
| #                          | タイトル | 作詞  | 作曲・編曲       | 時間  |
| 1.                         | 「序曲」(Overture) |       | すぎやまこういち | 1:53  |
| 2.                         | 「王宮のメヌエット」(Menuet) |       | すぎやまこういち | 3:31  |
| 3.                         | 「勇者の仲間たち (間奏曲〜戦士はひとり征く〜おてんば姫の行進〜武器商人トルネコ〜ジプシー・ダンス〜ジプシーの旅〜間奏曲)」(Comrades) |       | すぎやまこういち | 10:06 |
| 4.                         | 「街でのひととき (街〜楽しいカジノ〜コロシアム〜街)」(In a Town)                                                                    |       | すぎやまこういち | 7:43  |
| 5.                         | 「勇者の故郷〜馬車のマーチ」(Homeland〜Wagon Wheels' March)                                                                         |       | すぎやまこういち | 5:59  |
| 6.                         | 「恐怖の洞窟〜呪われし塔」(Frightenin' Dungeons〜Cursed Towers)                                                                     |       | すぎやまこういち | 5:15  |
| 合計時間:                  | 合計時間: | 34:27 |                  |       |

| 全作曲: すぎやまこういち。 |                                                                                   |       |                  |      |
| #                          | タイトル                                                                          | 作詞  | 作曲・編曲       | 時間 |
| 1.                         | 「エレジー〜不思議のほこら」(Elegy〜Mysterious Shrine)                            |       | すぎやまこういち | 4:49 |
| 2.                         | 「のどかな熱気球のたび〜海図を広げて」(Balloon's Flight〜Sea Breeze)              |       | すぎやまこういち | 8:30 |
| 3.                         | 「謎の城」(The Unknown Castle)                                                    |       | すぎやまこういち | 3:01 |
| 4.                         | 「栄光への戦い (戦闘－生か死か－〜邪悪なるもの〜悪の化身)」(Battle for The Glory) |       | すぎやまこういち | 7:40 |
| 5.                         | 「導かれし者たち－終曲－」(The End)                                               |       | すぎやまこういち | 5:10 |
| 合計時間:                  | 合計時間:                                                                         | 29:10 |                  |      |

| 全作曲: すぎやまこういち。 |                                               |           |                  |                                        |      |
| #                          | タイトル                                      | 作詞      | 作曲・編曲       | 備考                                   | 時間 |
| 1.                         | 「オープニング〜間奏曲」(Opening〜Intermezzo) |           | すぎやまこういち | - 構成: 中村光一(チュンソフト) - 協力: | 2:11 |
| 2.                         | 「第一章〜王宮の戦士たち〜」(Chapter I)       |           | すぎやまこういち | - 構成: 中村光一(チュンソフト) - 協力: | 3:43 |
| 3.                         | 「第二章〜おてんば姫の冒険〜」(Chapter II)    |           | すぎやまこういち | - 構成: 中村光一(チュンソフト) - 協力: | 4:26 |
| 4.                         | 「第三章〜武器商人トルネコ〜」(Chapter III)   |           | すぎやまこういち | - 構成: 中村光一(チュンソフト) - 協力: | 2:19 |
| 5.                         | 「第四章〜モンバーバラの姉妹〜」(Chapter IV)  |           | すぎやまこういち | - 構成: 中村光一(チュンソフト) - 協力: | 2:58 |
| 合計時間:                  | 合計時間:                                     | 合計時間: | 15:37            |                                        |      |

| 全作曲: すぎやまこういち。 |                                         |           |                  |                                        |       |
| #                          | タイトル                                | 作詞      | 作曲・編曲       | 備考                                   | 時間  |
| 1.                         | 「第五章〜導かれし者たち〜」(Chapter V) |           | すぎやまこういち | - 構成: 中村光一(チュンソフト) - 協力: | 14:18 |
| 2.                         | 「フィナーレ」(Finale)                  |           | すぎやまこういち | - 構成: 中村光一(チュンソフト) - 協力: | 9:46  |
| 合計時間:                  | 合計時間:                               | 合計時間: | 24:04            |                                        |       |

## クレジット

### STAFF
| PRODUCER SHIZUO SUGIHARA                                     |
| DIRECTOR MASAKATSU KAWAHARA                                  |
| THIEF RECORDING ENGINEER YŌICHI NAMEKATA (ORCHESTRA VERSION) |
| RECORDING ENGINEER TOSHIAKI TAKAGI (ORIGINAL VERSION)        |

| MASTERING ENGINEER |  | - MOTOSUKE TADA (Hi Brite) - YOSHIO KOBAYASHI (Hi Brite) |

| STORY ARRANGEMENT (ORIGINAL VERSION) KŌICHI NAKAMURA (CHUN SOFT) |

| DESIGN |  | - KIYOHARU KASHIMA - HIROKO NAKATOGAWA |

| CO-ORDINATOR |  | - YUKIKO SUGIYAMA (SUGIYAMA KŌBŌ) - TAKESHI ICIKAWA (HARMONY) |

| SPECIAL THANKS TO |  | - YUKINOBU CHIDA (ENIX) - YASUYUKI SONE (ENIX) - MASUMI TAKIMOTO (CHUN SOFT) - YASUHIRO KISHIMOTO - SHINGO MAEDA - YOSHITOSHI SIMIZU - JUNICHI YUDA |

| VERY SPECIAL THANKS TO |  | - ENIX CORPORATION - CHUN SOFT - CTI JAPAN |

| RECORDING DATE & PLACE |  | - NOV.30〜DEC.4, 1989 AT CRS - JAN.30 & 31, 1990 AT SOUND INN STUDIO |

### RECORDING INSTRUMENTS
| Mixing Console SSL SL-4056 G-57-BG-GPR                   |
| Monitor Amplifier AMCRON PS-400, DC300A, YAMAHA PC5002M  |
| Monitor Speaker QUESTED 0412, YAMAHA NS-10M, AURATONE 5C |
| Digital Audio Processor DBX700                           |
| Tape Recorder SONY BVU-800 DB                            |

| Microphone |  | - Neumann U-87i, M-269, U67, M49C, U-47fet - B & K 4006P - Schoeps: CMC54U, CMC55U - Sennheiser, MD-421U, MD-441U - AKG, C-451E, C-414EB - Shure, SM-56, SM-58 |

| MASTERING |  | - PCM-1630 - DMR-4000 - DBX700 - DAE-1100PCM DIGITAL AUDIO EDITOR |

## リリース日一覧
| No. | リリース日    | レーベル                    | 規格 | 規格品番  | 最高順位 | 備考                                                                                               | 出典  |
| --- | ------------- | --------------------------- | ---- | --------- | -------- | -------------------------------------------------------------------------------------------------- | ----- |
| 1   | 1990年3月13日 | アポロン音楽工業 / ALTY     | LP   | APJG-9001 | 1位      | - 2枚組 - 特典: - 全曲譜面 - ロゴステッカー                                                        |       |
| 1   | 1990年3月13日 | アポロン音楽工業 / compusic | CT   | APTG-9001 | 1位      | - 2本組 - 特典: - ドラクエBOX(予約特典) - 大型ロゴステッカー(予約特典) - 全曲譜面 - ロゴステッカー |       |
| 1   | 1990年3月13日 | アポロン音楽工業 / compusic | CD   | APCG-9001 | 1位      | - 2枚組 - 特典: - ドラクエBOX(予約特典) - 大型ロゴステッカー(予約特典) - 全曲譜面 - ロゴステッカー | [ 8 ] |